# Lago Longgan
El lago Longgan（en chino tradicional, 龍感湖; en chino simplificado, 龙感湖; pinyin, Lónggǎn Hú）es un lago de agua dulce de China, dividido entre el condado de Susong de la provincia de Anhui, y el condado de Huangmei de la provincia de Hubei. El lago está situado cerca de la orilla norte de la cuenca media del río Yangtze, frente al lago Poyang (que está al sur del Yangtze).
En la actualidad, el área de la superficie del agua del lago es 316,2 km². Es una importante zona de protección pantanosa.